# آیدیال (جورجیا)
آیدیال، جورجیا (به انگلیسی: Ideal, Georgia) یک شهر در ایالات متحده آمریکا با جمعیت ۵۱۸ نفر است که در جورجیا واقع شده‌است.

## موقعیت جغرافیایی
موقعیت جغرافیایی شهرها و مناطق اطراف به شرح زیر است: